# Biuletyn wewnętrzny
Biuletyn wewnętrzny – pismo, mające formę gazety (lub w formie elektronicznej) skierowane głównie do pracowników organizacji.
Dobrze przygotowane biuletyny mają wpływ na proces tworzenia kultury korporacyjnej. Ich zadaniem jest także informowanie, a co za tym idzie budowanie lojalności pracowników. Niektóre biuletyny mają formę wydawnictwa internetowego i funkcjonują w formule blogów, z uwagi przede wszystkim na oszczędność kosztów związanych z drukiem. Te mają jeszcze jedną przewagę nad wydawnictwami papierowymi, a mianowicie możliwość szybkiej aktualizacji treści. W przypadku formy drukowanej ich dystrybucja odbywa się bezpośrednio do pracowników, mogą być także wysyłane do nich pocztą elektroniczną. Biuletyn może w wielu podmiotach stanowić dobre narzędzie w ramach komunikacji wewnętrznej i może wpływać na poprawę współpracy pomiędzy działami.